# Dmitrij Nagiszkin
Dmitrij Dmitrijewicz Nagiszkin (ros. Дми́трий Дми́триевич Наги́шкин; ur. 1909, zm. 1961) – radziecki pisarz. Najbardziej znany z powieści historycznej "Serce Boniwura". Autor zbioru starodawnych baśni pt. "Mężny Azmun". Pochowany na Cmentarzu Nowodziewiczym w Moskwie.